# (20246) Frappa
(20246) Frappa (1998 ER6) – planetoida z pasa głównego asteroid okrążająca Słońce w ciągu 3,48 lat w średniej odległości 2,3 j.a. Odkryta 1 marca 1998 roku.